# Philipp Phoebus
Philipp Phoebus (23 de mayo de 1804, Märkisch-Friedland, Prusia Occidental - 1 de julio de 1880, Gießen) fue un médico y farmacólogo alemán.
Estudió medicina en la Universidad Humboldt de Berlín, obteniendo su doctorado en 1827. Después continuó su educación en Wurzburgo con Johann Lukas Schönlein (1793-1864) y Karl Friedrich Heusinger (1792-1883), en París bajo Pierre Charles Alexandre Louis (1787-1872) y en Estrasburgo, donde se centró en estudios anatómicos. Viajó a Suiza e Italia del norte, regresando a Berlín, donde en 1832 devino privat-docent en anatomía normal y patológica.

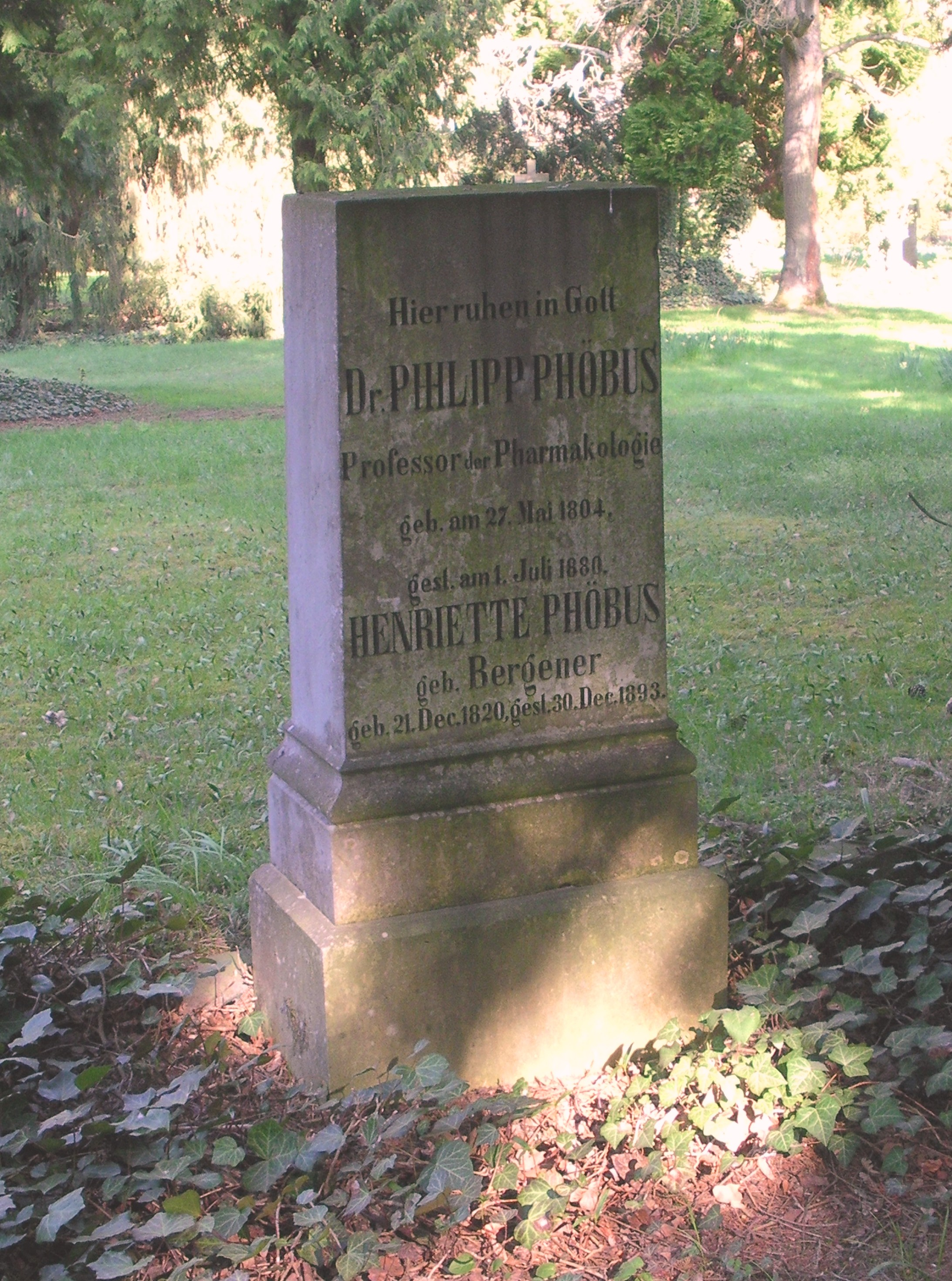
Túmulo funerario con lápida grabada de Philipp Phoebus en Alten Friedhof en Gießen.

Sus intereses pronto giraron a la farmacología. En 1835, se reubicó en Stolberg, donde junto con una práctica médica, condujo estudios farmacológicas y toxicológicas. En 1843, fue nombrada catedrático de farmacología en la Universidad de Giessen, una posición que mantuvo hasta que razones de salud forzaron una jubilación temprana en 1865.
Durante sus últimos años trabajó duro en reformas dentro del sistema de farmacia. Fue un defensor en la formación y ocupación de ayudantes de farmacia mujeres, y creía en una calificación académica de los farmacéusictos. También se esforzó (sin éxito) por la creación de una internacional "Farmacopea Europea".

## Algunas publicaciones
- Ueber den Leichenbefund bei der orientalischen Cólera, 1833.

- Handbuch der Arzneiverordnungslehre, 1836.

- Abbildung und Beschreibung der En Deutschland wildwachsenden und en Gärten im Freien ausdauernden Giftgewächse, 1838 (con Johann Friedrich von Brandt (1802-1879) y Julius Theodor Christian Ratzeburg (1801-1871).

- Der typische frühsommer-katarrh, oder Das sogenannte heufieber, heu-asma, 1862.[2]
- La abreviatura «Phoebus» se emplea para indicar a Philipp Phoebus como autoridad en la descripción y clasificación científica de los vegetales.[3]

## Abreviatura (zoología)
La abreviatura Phoebus  se emplea para indicar a Philipp Phoebus como autoridad en la descripción y taxonomía en zoología.